# Hyperoplus immaculatus
Hyperoplus immaculatus és una espècie de peix de la família dels ammodítids i de l'ordre dels perciformes.

## Morfologia
Els mascles poden assolir els 35 cm de longitud total.

## Distribució geogràfica
Es troba des de totes les costes de les Illes Britàniques i del Canal de la Mànega fins a la Mar Cantàbrica.